# Anasazisaurus
Anasazisaurus horneri is een plantenetende ornithischische dinosauriër, behorend tot de Euornithopoda, die tijdens het late Krijt leefde in het gebied van het huidige Noord-Amerika.
In 1992 wees de paleontoloog Jack Horner twee schedels van hadrosauriden toe aan de soort Kritosaurus navajonius. Een daarvan bestond uit een fragmentarische schedel, specimen BYU 12950, in 1977 door Spencer G. Lucas gevonden in San Juan County. In 1993 kwamen Adrian Hunt en Spencer Lucas tot de conclusie dat Kritosaurus een nomen dubium was, een naam gebaseerd op een te slecht holotype dat er nog andere fossielen aan toegewezen konden worden. 
In 1993 benoemden Hunt en Lucas de typesoort Anasazisaurus horneri. De geslachtsnaam verwijst naar de Anasazi die het gebied bewonen. De soortaanduiding eert Horner. De andere schedel benoemden ze als Naashoibitosaurus.
Het holotype BYU 12950 is gevonden in de Farmingtonafzetting van de Kirtlandformatie die dateert uit het late Campanien. Het bestaat uit een schedel zonder onderkaken, snuitpunt of quadrata. 
De schedel heeft een bewaarde lengte van negentig centimeter. Anasazisaurus onderscheidt zich door neusbeenderen waarvan de achterkant boven de voorhoofdsbeenderen uitsteekt maar die niet overlapt.
In 2000 stelde Thomas Williamson dat het wel degelijk om een jong individu van Kritosaurus ging. Sindsdien zijn de meningen verdeeld.